# Cenomani

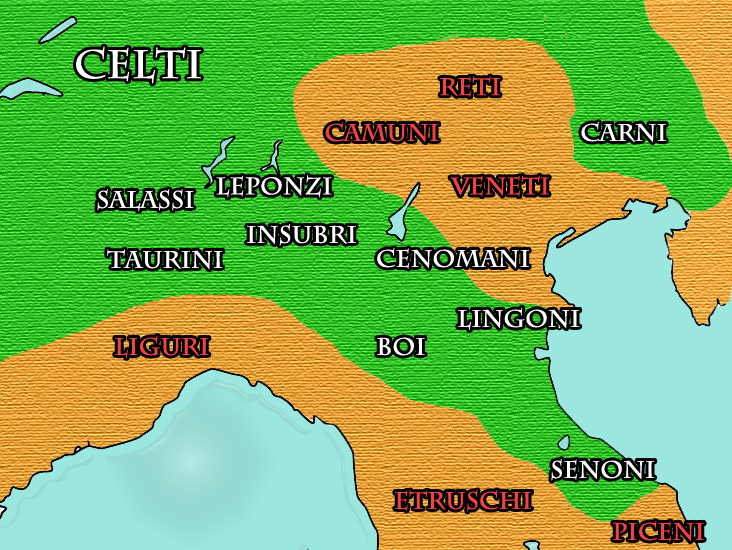
Gallia Cisalpina 391-192 v.Chr.

De Cenomani waren een Gallische stam die hun oorspronkelijke woongebied in het huidige departement Sarthe hadden (in Frankrijk).
Hun hoofdplaats was Vindunum (of Suindinum) dat later hernoemd werd naar Civitas Cenomanorum (waaruit later de huidige naam Le Mans ontstond).
Rond 400 v.Chr. trok een groot deel van de Cenomani onder leiding van Elitovius samen met Senones, Boii en Lingones Noord-Italië binnen. Door deze actie hadden zij een belangrijke bijdrage in de ondergang van de Etruskische macht. Hun belangrijkste steden waren volgens Titus Livius Brixia (het huidige Brescia) en Verona; volgens Plinius Brixia en Cremona.
In 225 v.Chr. werd Brixia formeel ingelijfd in het Romeinse Rijk. De Cenomani stelden zich normaliter als loyale bondgenoten van Rome op. Zo steunden zij de Romeinen in hun strijd tegen de Boii en Insubres (225 v.Chr.) en streden tegen de Italië binnengevallen Hannibal Barkas. Slechts in 200 v.Chr. kozen de Cenomani tegen Rome toen Hamilcar Barkas zijn pijlen op Rome richtte. In 197 v.Chr. werden ze echter verslagen door consul Gaius Cornelius Cethegus. In 49 v.Chr. kregen de Cenomani het Romeins burgerrecht.
De in Gallië verblijvende Cenomani deden met 5000 man troepen mee aan de opstand van Vercingetorix (52 v.Chr.) tegen Gaius Julius Caesar.

## Primaire bronnen
- Gaius Julius Caesar, Commentarii de bello Gallico
- Titus Livius, Ab urbe condita
- Gaius Plinius Secundus maior, Naturalis Historia

Gallia Cisalpina:
Anares · Beluni · Boii · Carni · Caturiges · Cenomani · Ceutrones · Insubres · Lepontii · Libici · Lingones · Nerusi · Salassi · Segusani · Suetri · Taurini · Vedianti

Gallia Transalpina:
Aedui · Albici · Allobroges · Ambarri · Ambiani · Andecavi · Arecomici · Atrebati · Aulerci Cenomani · Aulerci Diablintes · Aulerci Eburovices · Arverni · Baiocasses · Bellovaci · Bituriges Cubi · Bituriges Vivisci · Cadurci · Caleti · Carnutes · Catalauni · Caturiges · Cavares · Cenomani · Centrones · Cetrones · Commoni · Condrusi · Coriosolitae · Durocasses · Eciates · Eleuteti · Gabali · Garocelli · Geidumni · Grudii · Helvetii · Helvii · Lemovices · Leuci · Levaci · Lexovii · Lingones · Mandubii · Mediomatrici · Medulli · Menapii · Morini · Namnetes · Nantuates · Nerviërs · Nitiobriges · Osismii · Parisii · Petrocorii · Pictones · Pleumoxii · Redones · Remi · Ruteni · Salluviërs · Santones · Segni · Segovellauni · Segusiavi · Senones · Sequani · Silvanectes · Sordones · Suessiones · Tectosages · Tigurini ·  Tougener · Treveri · Tricasses · Tricastini · Turones ·  Veliocasses · Vellavi · Venelli · Veneti · Viducasses · Viromandui · Vocontii · Volcae Arecomici · Volcae Tectosages · Vivisci